# Vanua Balavu
Vanua Balavu (βaˈnua mbaˈlaβu) ist die Hauptinsel der Lau-Inseln. Die drittgrößte der Lau-Inseln ist von einem ausgedehnten Korallen-Riff umgeben und vulkanischen Ursprungs, der noch heute in Form von heißen Quellen sichtbar ist. Die 283 m hohe, 53 km² große und 21 km lange, zerklüftete Insel hat etwa 1200 Einwohner.

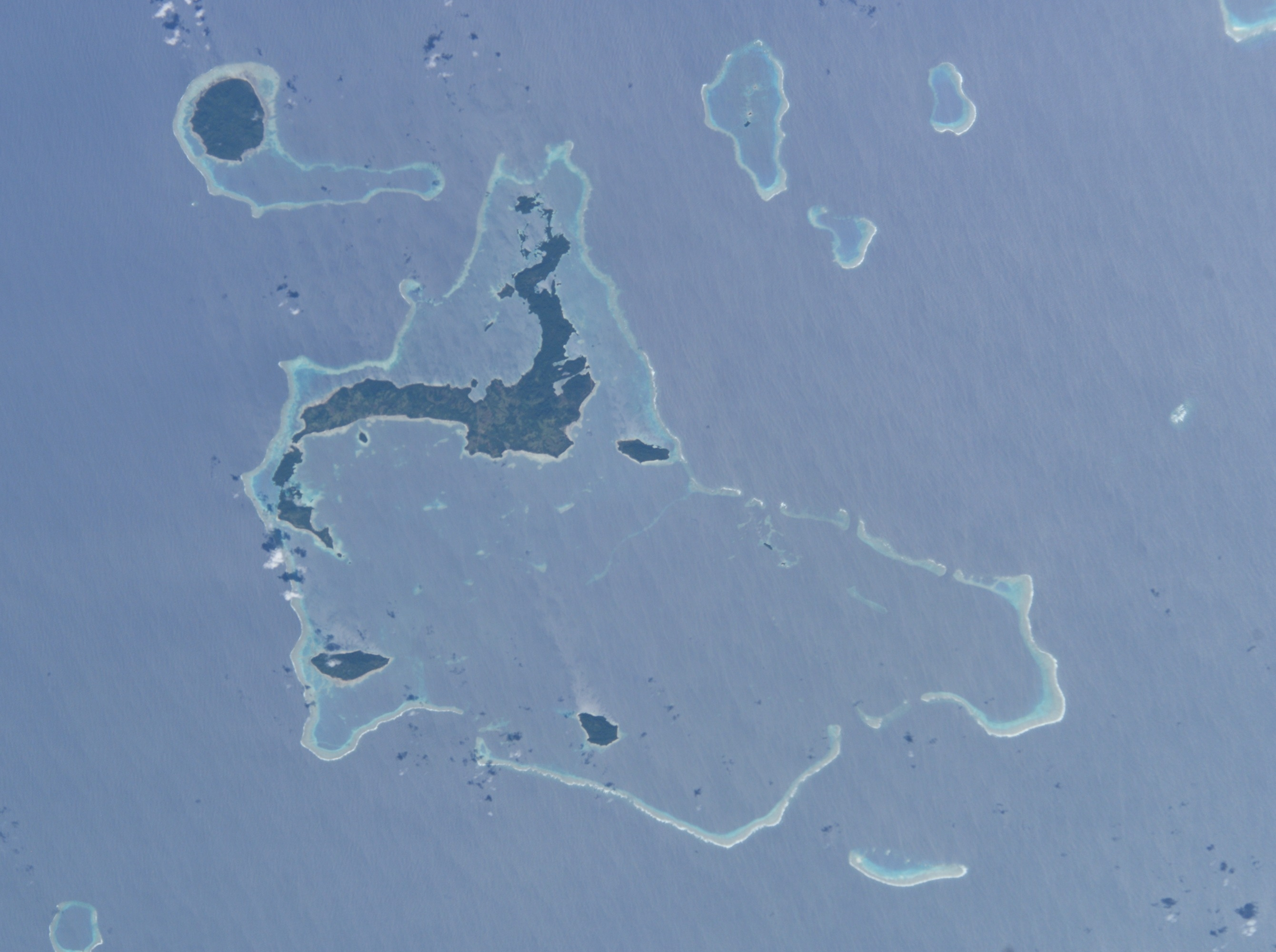
Blick von der ISS auf Vanua Balavu

Im Hauptort von Vanua Balavu Lomaloma leben etwa 250 Menschen. Die Siedlung verfügt über einen Koprahafen, ein kleines Krankenhaus und ein Flugfeld. Für Touristen ist eine im Süden der Insel gelegene, in der Steinzeit bewohnte, große küstennahe Höhle sehenswert und das Ressort Yanuyanu Island Resort angelegt worden.
Der langjährige Premierminister und Präsident von Fidji Kamisese Mara stammt von Vanua Balavu.